# Vejle Metodistkirke
Sct. Pouls Kirke i Vejle er en metodistisk frikirke.